# Dungeon (BDSM)

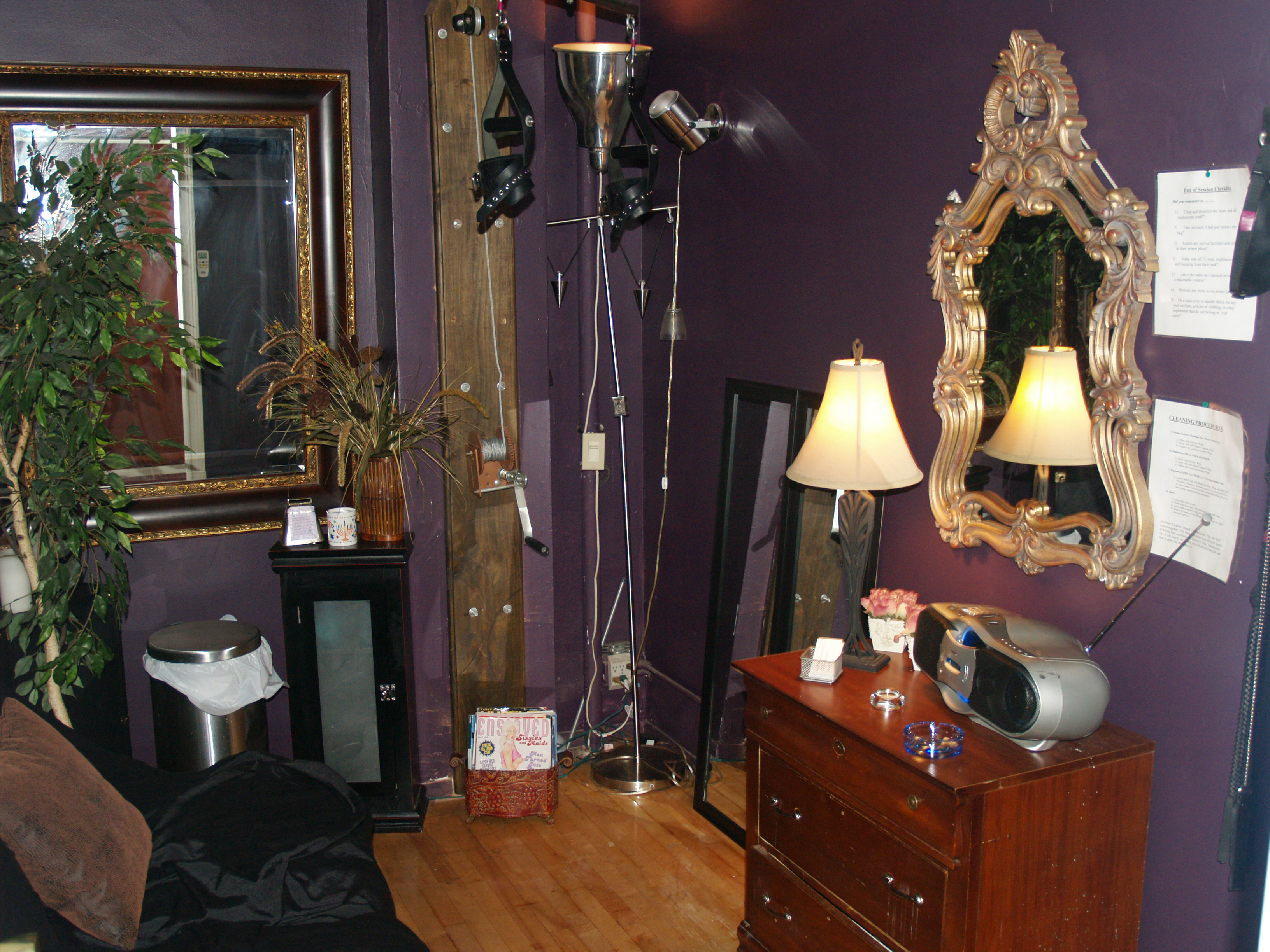
Ansicht eines Dungeon in New York.

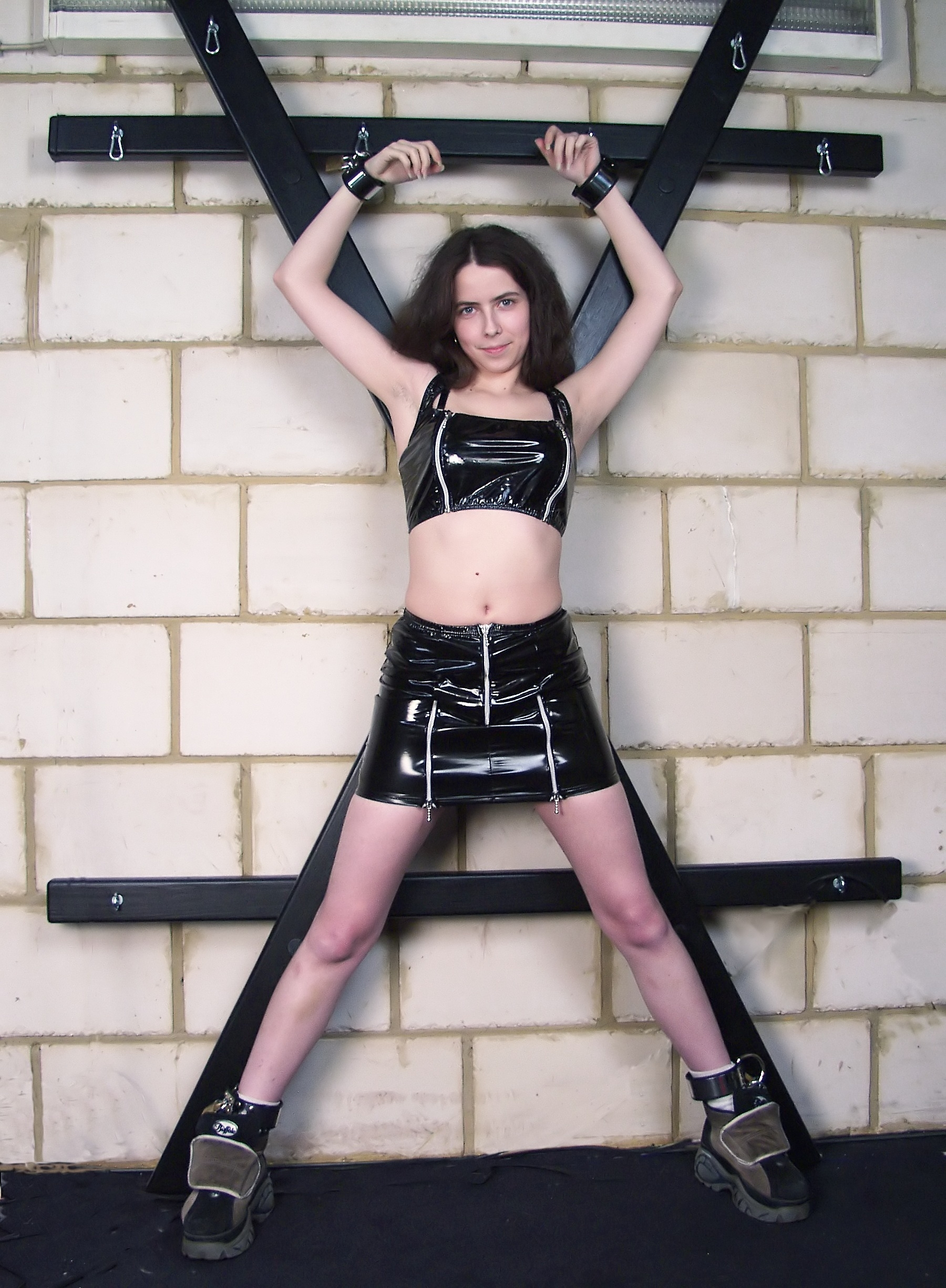
BDSM-Szene: Junge Frau am Andreaskreuz.

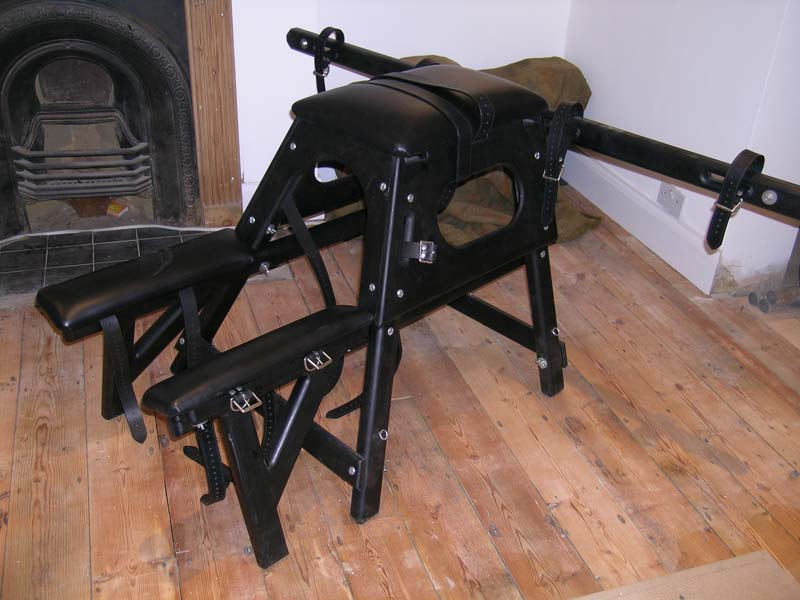
Gepolsterte Spankingbank

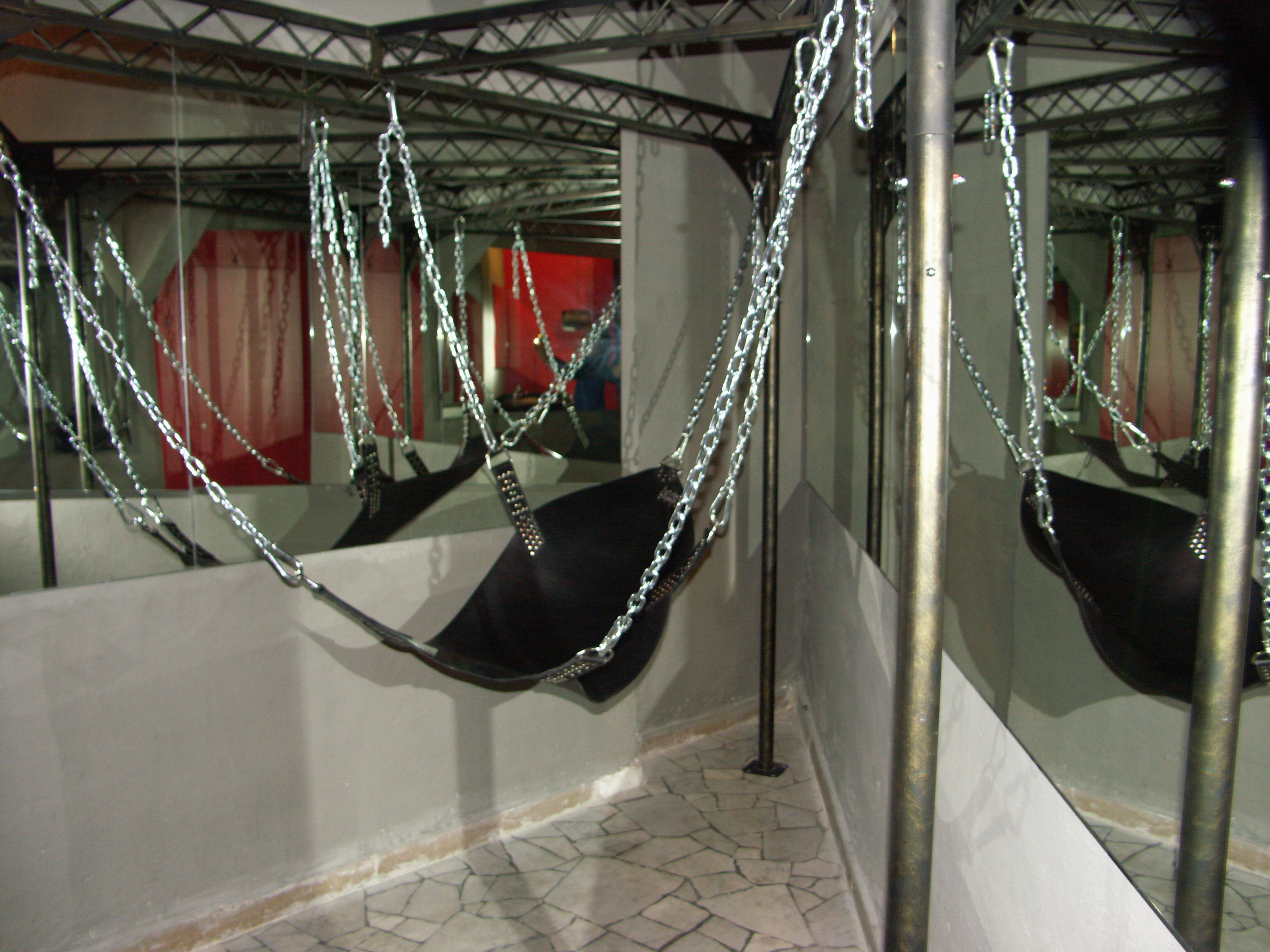
BDSM-typische, „Sling“ genannte Schaukel.

Dungeon (im deutschen Sprachgebrauch meist der Dungeon; von englisch für „Verlies“, „Kerker“) nennt man im Bereich BDSM jede Räumlichkeit, die für entsprechende Aktivitäten speziell hergerichtet ist. 

## Ausstattung
Das architektonische Erscheinungsbild entsprechender Räume weist eine erhebliche Bandbreite auf. Es reicht von kleineren schlichten Zimmern über aufwendig schallisolierte Bereiche in Wohnungen oder Kellerbereichen bis hin zu perfekt ausgestatteten „Verliesen“ in professionellen Dominastudios, Bordellen oder Swingerclubs. Ihre Ausstattungen zielen zumeist darauf ab, ein Ambiente zu bieten, in dem BDSMler ihre eigenen Fantasien weitreichend umsetzen können, und sind daher so mannigfaltig wie das Spektrum deren verbreitetster Wünsche. Wenn auch nicht zwingend notwendig, weisen gerade aufwändig gestaltete Dungeons häufig eine kerkerartige Charakteristik auf, die sich teilweise an der Ästhetik alter Ritterfilme orientiert. Oft sind die Räumlichkeiten mit Streckbänken, Käfigen, Ketten, Andreaskreuzen, Flaschenzügen oder Böcken ausgestattet und weisen stählerne Befestigungsringe an Decken, Wänden oder Böden auf.
Zumeist finden sich in den Räumlichkeiten umfangreiche Sammlungen an Sexspielzeugen. Hierbei liegt der Schwerpunkt der Ausrüstung im Bereich sadomasochistischer Accessoires wie zum Beispiel Peitschen, Gerten, Seile, Handschellen, Klammern und Dildos.

## Hintergründe
Seit mehreren Jahren werden zunehmend professionell ausgestattete Dungeons auch zeitweise an interessierte Paare oder Gruppen vermietet, die so die Möglichkeit haben, umfangreiche Ausrüstungen und Spielzeuge zu verwenden, ohne sie selbst anschaffen zu müssen.
Bei Veranstaltungen in den USA werden häufig sogenannte Dungeon Monitore eingesetzt, um im Auftrag der Veranstalter Sicherheit und Einvernehmlichkeit der Aktivitäten sicherzustellen.